# Liste der Monuments historiques in Mittainville
Die Liste der Monuments historiques in Mittainville führt die Monuments historiques in der französischen Gemeinde Mittainville auf.

## Liste der Bauwerke
| Bezeichnung    | Beschreibung | Standort                     | Kennzeichnung | Schutzstatus | Datum | Bild |
| -------------- | ------------ | ---------------------------- | ------------- | ------------ | ----- | ---- |
| Kirche St-Rémy |              | Impasse des pavillons (Lage) | PA00087545    | Inscrit      | 1972  |      |

## Liste der Objekte
- Monuments historiques (Objekte) in Mittainville in der Base Palissy des französischen Kultusministeriums